# 立木正夫
立木 正夫（たちき まさお、1941年3月31日 - 2018年8月6日）は、日本の経営者。サントリー取締役を経て日本バレーボール協会第7代会長となる。地元の市政アドバイザーも務めた。岡山県高梁市出身。

## 経歴・人物
1941年、岡山県高梁市生まれ。地元の岡山県立高梁高等学校を卒業後、東京大学へ入学。東大では、バレーボール部に所属していた。その後、1964年に東京大学法学部を卒業し、同年にサントリーに入社した。
サントリーでは、1987年に取締役に就任し、宣伝担当となった。1990年には、日本マーケティングジャーナルへ「マス広告への期待」と題して寄稿している。
1991年に常務を経て、2003年4月に専務に就任する。2003年6月から2011年4月までに日本バレーボール協会会長を務め、その後、2011年から2015年までに評議員を務めた。また、この他にも日本洋酒酒造組合アルコール問題対策委員会委員長や国税庁の中央酒類審議会委員も務めた。
2018年8月6日午後10時45分、都内の病院で心不全のために死去。77歳であった。

## エピソード
バレーボール選手でもあった嶋岡健治は、「日本バレーボール協会の会長として協会運営、およびバレーボールの発展と普及に尽力し、2011年2月の日本バレーボール協会の公益財団法人への移行に際しても、先見性をもち、率先して組織改革に取り組んでいた。バレーボール界における立木氏の数多くの貢献に感謝している」と故人を偲んでいた。

## 経歴
- 1941年3月　岡山県高梁市で出生
- 1959年3月　岡山県立高梁高校を卒業
- 1964年3月　東京大学法学部を卒業
- 1964年4月　サントリー株式会社入社
- 1982年7月　マーケティング室部長
- 1985年7月　営業企画室室長
- 1987年3月　情報システム部長
- 1987年6月　サントリー取締役就任（46歳）
- 1991年1月　ビール事業部長
- 1991年3月　常務取締役就任
- 2002年9月　コーポレートコミュニケーション本部長宣伝事業部長・秘書・審議室担当・常務取締役
- 2003年4月　同社専務取締役就任・コーポレートコミュニケーション本部長・秘書・審議室担当
- 2003年6月　日本バレーボール協会会長就任（第7代）
- 2011年2月　財団法人日本バレーボール協会を公益財団法人に移行[8]
- 2011年4月　日本バレーボール協会会長退任
- 2011年4月　日本バレーボール協会評議員就任
- 2015年6月　日本バレーボール協会評議員退任
- 2018年8月　東京都内の病院で心不全のため死去